# Grand-bailliage d'Aalen

Carte du Wurtemberg, 1927 - Le grand-bailliage d'Aalen est situé en n°1

Le Grand-bailliage d'Aalen était un district administratif du Royaume de Wurtemberg (sur la carte ci-jointe n°1), qui a été rebaptisé Kreis Aalen en 1934 et agrandi en 1938 pour inclure la plupart des anciens Oberamts Ellwangen et Neresheim pour former le district d'Aalen. Depuis 1973, la zone appartient à l'Arrondissement d'Ostalb.
Pour des informations générales sur les Grands-bailliages du Wurtemberg, voir Grand-bailliage (Wurtemberg).

## Histoire

Grand-bailliage d'Aalen, statut territorial 1813, avec l'ancienne règle et les limites administratives.
Legende

Le Grand-bailliage formé en 1803 se composait initialement de la zone de l'ancienne ville impériale d'Aalen et de la partie sud de l'ancien prince prévôt d'Ellwangen, toutes deux tombées au Wurtemberg à la suite du recès d'Empire. En 1806, le Grand-bailliage est agrandi de quelques manoirs médiatisés. Ensuite, il y a eu quelques modifications mineures des limites.
Le grand-bailliage, qui était subordonné au Cercle de la Jagst de 1818 à 1924, bordait les Grand-bailliages de Gaildorf, Ellwangen, Neresheim, Heidenheim et Gmünd (de).
Le siège du Grand-bailliage était le château de Wasseralfingen (de) de 1803 jusqu'en 1807, puis jusqu'en 1910 un bâtiment situé  Reichsstädter Straße 24 à Aalen, qui existe encore aujourd'hui, enfin le dernier bureau de district fut situé à Stuttgarter Straße 7.